# Église orthodoxe des saints Alexandre Nevsky et Séraphin de Sarov de Liège
L'Église orthodoxe des saints Alexandre Nevsky et Séraphin de Sarov (en russe : Церковь благоверного князя Александра Невского и преподобного Серафима Саровского) est une église située à Liège, en Belgique, dépendant de l'Archevêché des églises orthodoxes russes en Europe occidentale, au sein de l'Église orthodoxe russe.

## Histoire
En 1920, un orphelinat dédié à Marie Skobtsova est organisé par le Patriarcat œcuménique de Constantinople dans les locaux des jésuites à la rue du Vertbois, 13. Pour cet orphelinat, le cardinal Désiré-Joseph Mercier fait construire sur ses fonds propres une église orthodoxe, dont le recteur est l'archiprêtre Vladimir Fedorov, qui devient le premier prêtre orthodoxe permanent à Liège.
Le 21 janvier 1922, la communauté orthodoxe russe de Liège est créée, et Piotr Izvolski vient plusieurs fois de Bruxelles à Liège pour officier. Au départ de Piotr Izvolski, le 21 décembre 1925, c'est le prêtre Dimitri Troitski qui est nommé curé et ces sont les catholiques qui mettent une maison de prière pour les orthodoxes. Mais bientôt surgissent des querelles entre les deux communautés, et des tentatives de séduction vers le catholicisme.

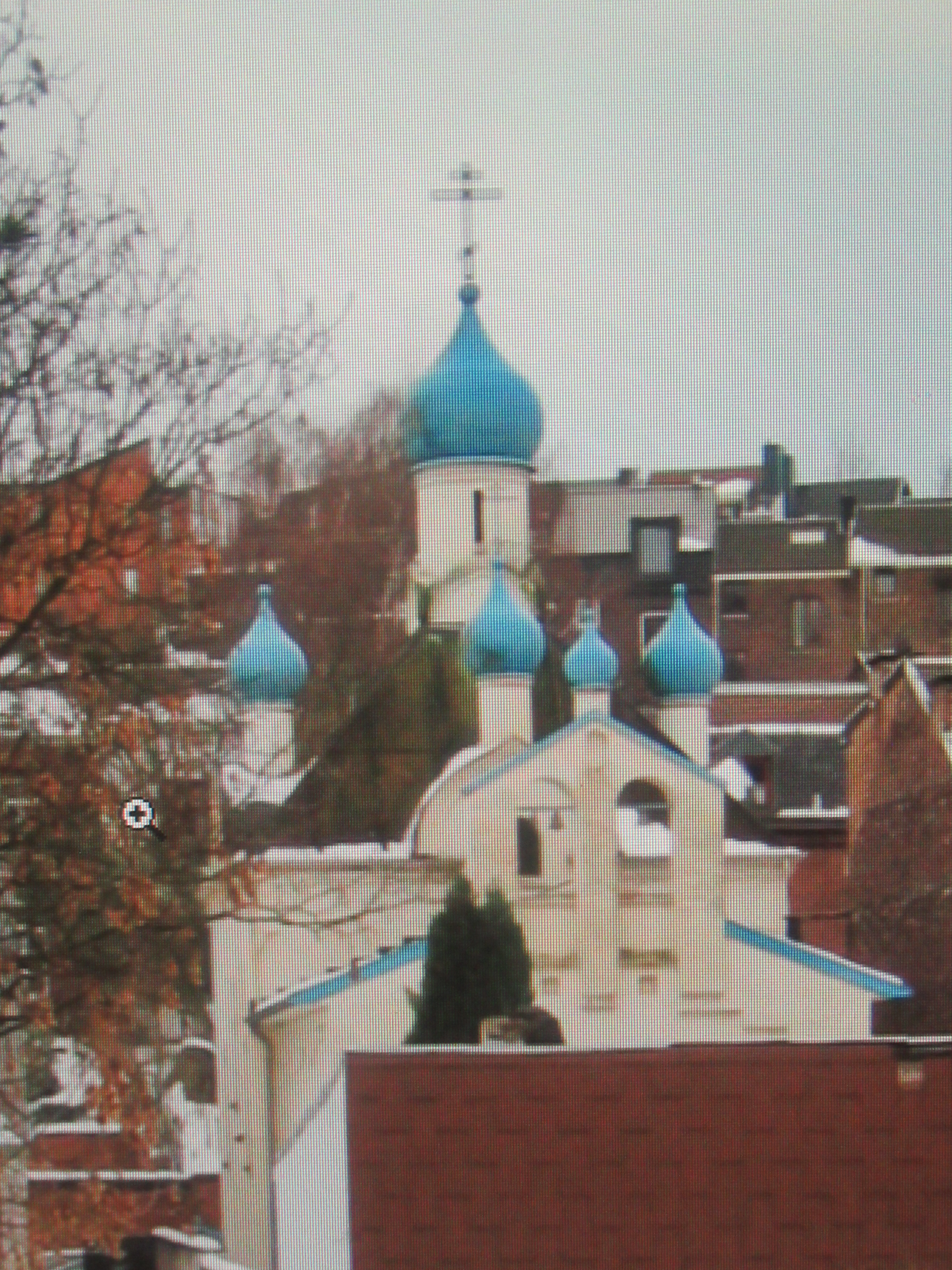
Coupoles de l'église saints Alexandre Nevsky et Séraphin de Sarov

La paroisse orthodoxe a pris alors en location un appartement, puis a occupé une ancienne salle de musique.
En 1931, à son arrivée en provenance de l'Institut Saint-Serge de Paris, le prêtre Romenski Valent (ru) fait commencer les travaux pour la construction d'une nouvelle église répondant aux besoins réels de la paroisse qui comptait déjà plus d'une centaine de familles russes. La municipalité met à leur disposition un bâtiment qui servait auparavant de dépôt pour les musées. L'iconostase et les icônes exposées dans l'église ont été réalisées par des membres de l'atelier parisien Ikona (ru) : Piotr Fiodorov, la princesse Elena Lvova et la nonne Ioanna Reitlinger.
Les 16 décembre 1944, durant les bombardements allemands de la ville de Liège lors de la bataille des Ardennes, l'église a été complètement détruite.
À partir de 1948, une collecte de fonds en vue de la reconstruction d'une nouvelle église a débuté sur un terrain qui avait été acquis précédemment. Dans les années 1950, Nikolaï Istselennov (ru) est l'ingénieur chargé de la reconstruction de l'église. Il était membre de l'atelier parisien Ikona, était originaire d'Irkoutsk et était diplômé de l'école des beaux arts de la ville de Saint-Pétersbourg.
Le 12 septembre 1953, le jour de la fête des évêques Silvestre et Methodi, en présence des autorités de la ville, de nombreux invités des communautés russes de Belgique, de France et d'Allemagne, des représentants des communautés catholiques et protestantes, l'église a été consacrée.

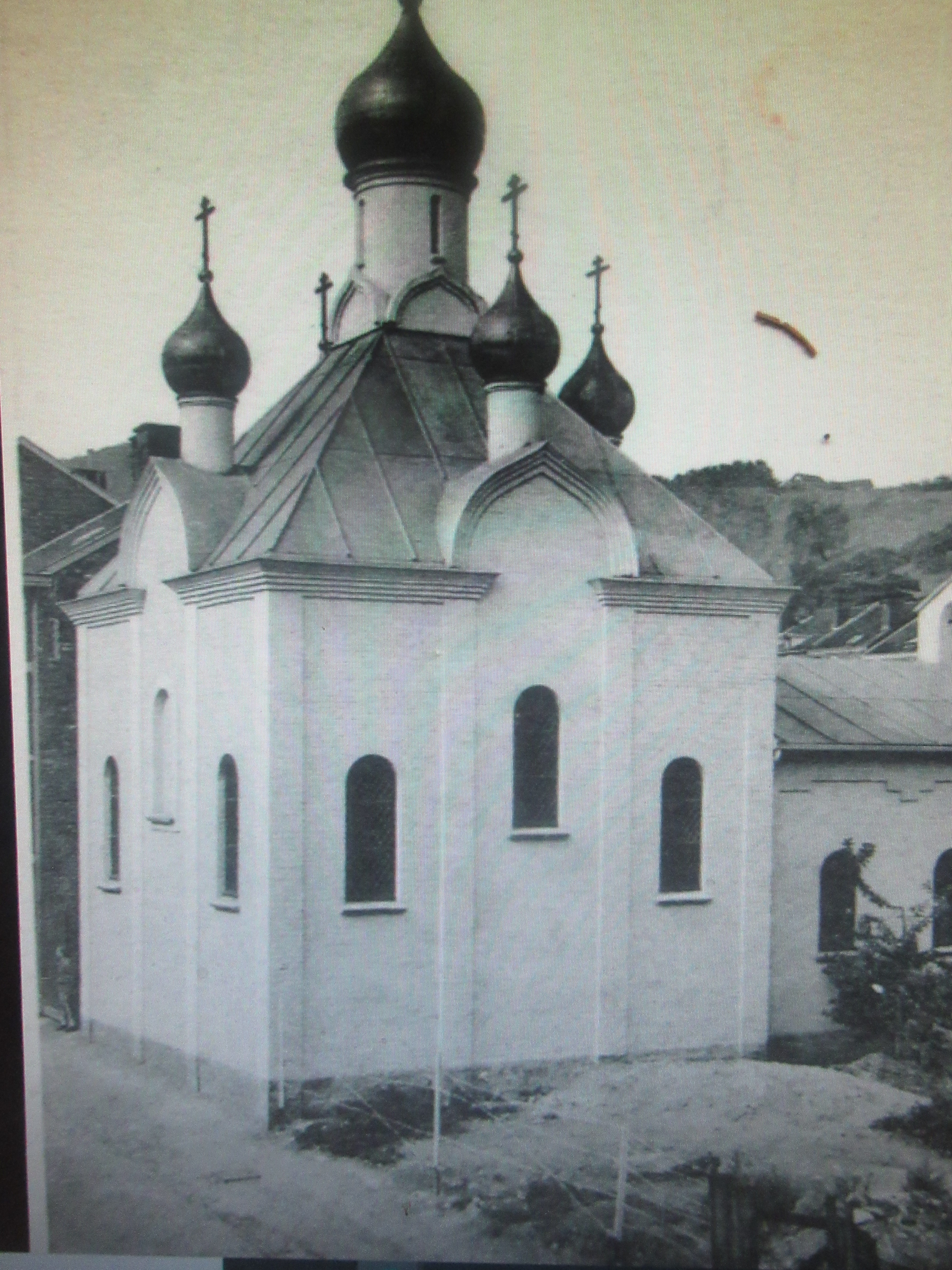
Église orthodoxe des saints Alexandre Nevsky et Séraphin de Sarov. Style architectural de Novgorod : corpus cubique et 5 coupoles

En 2009, Sergueï Moudrov décrivait l'église comme suit : « Une chorale multinationale <…> professionnelle et au timbre précis. De beaux et authentiques services religieux. La fréquence des offices était particulièrement bien organisée : veillées de minuit, le samedi, liturgie particulière pour les grandes fêtes, liturgie des dons pré-consacrés durant le grand carême. Quand les eaux de la Volga sont consacrées en Russie, les eaux du Dniepr en Ukraine, les eaux du Niémen en Biélorussie, le curé de la paroisse orthodoxe consacre les eaux de la Meuse à Liège.
En septembre 2019, le clergé de l'église de Liège a décidé de soutenir la proposition de l'archevêque Jean Renneteau, de transférer l'église de Liège dans la patriarcat de Moscou (en).

## Archiprêtres
- Vladimir Fiodorov
- Dmitri Troïtski
- Valent Romenski
- Guy Fontaine

## Sources
- Evlogui , métropolite; Le chemin de ma vie, Moscou 1994 [Евлогий (Георгиевский)], митр. Путь моей жизни. М.: Московский рабочий, 1994.(ru)
- V Antonov et A Kobak Églises et monastère russes en Europe Saint-Pétersbourg, 2005 (Русские храмы и обители в Европе ) Авт.-состав. В. В. Антонов, А. В. Кобак. СПб.: Лики России, 2005.(ru)
- Vladimir Koloupaiev (Колупаев, Владимир Евгеньевич) Брюссельское издательство «[Жизнь с Богом]»: Книжный мир [Русское Зарубежье|Русского Зарубежья] [XX век]а. [Мир и свет жизни|Радиомиссия] для [СССР|советских] слушателей. Saarbrucken, 2012. 336 p., илл.  (ISBN 978-3-8484-0980-8) (ru)